# Dusan Makavejev
Dusan Makavejev er en dansk portrætfilm fra 1974 instrueret af Christian Braad Thomsen efter eget manuskript.

## Handling
Portrætfilm om den jugoslaviske Dusan Makavejev (filminstruktør) (en) med citater fra hans kontroversielle Wilhelm Reich-film: "Organismens Mysterier". I interview med Chr. Braad Thomsen giver Makavejev bl.a. eksempler på, hvordan filmens meget komplicerede montage kan fortolkes, og han fortæller om sit personlige syn på den forkætrede psykoanalytiker Reich, der i 1957 døde i et amerikansk fængsel på flugt fra stalinismen og fascismen. Ligesom Reich blev forfulgt det meste af sit liv, er også Makavejevs film blevet forfulgt i adskillige lande.